# Сакраментки
Сакраментки — бенедиктинки безперервного поклоніння Святим Дарам — жіночий чернечий орден, заснований в Парижі 1631 року Мехтільдою, яка була колись настоятелькою монастиря в Брюгге. 
Статут ордену, написаний Мехтільдою, затверджений був римськими папами Інокентієм XI (1676) і Климентом XI (1705). 
В Польщі орден сакраменток був запроваджений Марією Казимирою, дружиною польського короля Яна III Собеського, яка збудувала для них церкву і монастир у Варшаві.
У Львові сакраментки з'явилися близько 1710 року, для яких і було спершу закладено (1718), а згодом й збудований комплекс монастиря сакраменток